# 博神バリスガー
博神バリスガー（ばくしんバリスガー）は、福岡HERO製作委員会により発表された、福岡県のローカルヒーローである。。

## 概要
地域活性化と福岡の文化を世界に発信する為に誕生した悪の組織ワルソー軍団と戦っている雷神の力をもった福岡のご当地ヒーローである。
誕生は2012年5月にLOVE FMにて発表。2012年12月12日に正式発表した。
初登場はハウステンボス。
福岡県庁やJAF、福岡県警察のイベントにも出演して交通安全などの啓発活動を行い、児童養護施設へ無料で訪問したりと博愛精神のもと地域密着の郷土愛のあるヒーローを目指している。

## キャラクター

### 名前の由来
博多の博、博愛の博、天神の神とヒーロー博の字を取って、博多ヒーローにふさわしいものとして博神(ばくしん)と命名された。

### バリスガーとは
福岡の方言でとても凄いを意味する(バリすごかー)と言う言葉と、福岡を語るには欠かせない菅原道真公から作った造語である。

### 好きなもの
福岡は全国に祭りが多数存在する。そのため、デザインりのハチマキ、法被(はっぴ)などを取り入れ、子どもたちにもっと祭りを身近に感じられるようになっている。
マスクには福岡に縁の深い菅原道真公の天神信仰(雷神様)に縁のある動物としてデザインが描かれている。

## スペック
- 身長 - 185cm
- 体力 - 70kg(中身)
- パンチ力 - 10トンコツ
- キック力 - 20トンコツ
- 属性 - 雷、炎
- 必殺技 - 『バリカタパンチ』『スーパーバリカタパンチ』『ファイナルアタックチャンス』
- 武器 - 麺太鼓(めんたいこ)
- 言語 - 『博多弁』
- 好きなもの - 『もつ鍋』『とんこつラーメン』『めんたいこ』『焼き鳥』『水炊き』『ソフトバンクホークス』『博多うろん』お祭りが大好き。

## 主なメディア出演
- 2013年5月19日 - フジテレビジョン系「ローカルヒーロー大集合全国厳選ご当地マップ」福岡ロケ、東京スタジオ出演。
- 2013年6月 - ソーシャルゲーム「全国ヒーロースラッシュバトル」（ブシロード）福岡ご当地ヒーローとして出演
- 2013年12月6日 - 12日「番組ぐるっとJ:COM探検隊」出演
- 2013年12月22日 - 23日　グリーンランド「九州ご当地ヒーローバトル」出演＆CM掲載
- 2013年12月26日 - 水曜社発刊「超ローカルヒーロー大図鑑」掲載
- 2013年12月29日 - 小学館発刊「てれびくん」2014年1月号「ご当地ヒーロー大作戦!!」第22話掲載
- 2014年1月6日 - フジテレビ系「ジェネレーション天国2時間スペシャル」全国放送
- 2014年1月25日 - JAFプラス掲載
- 2014年 2月25日 - JAFMate3月号掲載
- 2014年2月25日 - NETIBNEWS掲載
- 2014年3月8日 - リビング福岡掲載
- 2014年3月8日 - JAF50周年記念イベントスペシャルJAFデー
- 2014年3月8日 - 西日本新聞掲載
- 2014年4月1日 - 小学館発刊　てれびくん2014年5月号付録掲載
- 2014年4月16日 - テレビ朝日系「くりぃむクイズ ミラクル9
- 2014年5月1日 - イメージソング「バリスガー Let's go!」通信カラオケジョイサウンド配信
- 2014年5月3日 - 九州ご当地ヒーローサミット
- 2014年 7月5日 - KIRIN presents九州世界一ラボラトリーFM FUKUOKA　九州全域放送
- 2014年 7月5日 - 福岡県庁JAF福岡県警察主催「第52回こどもの交通安全大会」出演
- 2014年7月22日 - ローソン限定アサヒ飲料ご当地ヒーローめんこコレクション採用
- 2014年7月29日 - 二日市温泉丑湯まつり　出演
- 2014年7月29日 - ケーブルステーション福岡　出演
- 2014年8月1日 - 博多駅、お土産売り場などでバリスガーストラップ＆ノート一般発売。
- 2014年9月10日 - 博神バリスガー公式LINEスタンプ発売
- 2014年9月28日　広島県土砂災害チャリティーイベント　バリスガーノート寄贈、売上金全額寄付
- 2014年11月16日　LGBTイベントレインボーパレードに出演
- 2014年12月24日　児童養護施設クリスマスイベント　お菓子とおもちゃ寄贈
- 2015年2月10日　TNCニュース　飲酒運転防止キャンペーン
- ２０１５年２月２５日イオンモール福岡県警察飲酒運転防止キャンペーン

## その他
バリスガーの角を触るといろいろとご利益があるという。